# Унга (приток Катвашки)
Унга — река в России, протекает по Ядринскому району Чувашии. Устье реки находится в 5,2 км от устья Катвашки по правому берегу. Длина реки — 11 км.
Исток реки находится у села Пошнары. Река течёт на северо-восток, протекает деревню Малые Тюмерли. Впадает в Катвашку у села Малое Карачкино.

## Данные водного реестра
По данным государственного водного реестра России относится к Верхневолжскому бассейновому округу, водохозяйственный участок реки — Волга от устья реки Ока до Чебоксарского гидроузла (Чебоксарское водохранилище), без рек Сура и Ветлуга, речной подбассейн реки — Волга от впадения Оки до Куйбышевского водохранилища (без бассейна Суры). Речной бассейн реки — (Верхняя) Волга до Куйбышевского водохранилища (без бассейна Оки).
Код объекта в государственном водном реестре — 08010400312110000043914.